# Rassemblement National
 Der er for få eller ingen kildehenvisninger i denne artikel, hvilket er et problem. Du kan hjælpe ved at angive troværdige kilder til de påstande, som fremføres i artiklen.

Rassemblement National (dansk: National samling) er et fransk parti på den yderste højrefløj, med stærke nationalistiske rødder. Partiet hed fra dets grundlæggelse i 1972 til juni 2018 Front National.
Politisk beskriver partiet sig som et patriotisk og nationalistisk parti, der har fokus på fransk identitet, tradition og suverænitet. Rassemblement National ønsker en markant reducering i immigration til Frankrig. Partiet har også igennem deres historie været imod Frankrigs medlemskab af NATO og den Europæiske Union.
Rassemblement National sidder sammen med Dansk Folkeparti i Patrioter for Europa i Europa-Parlamentet.

## Partiets historie
Partiet blev grundlagt i 1972 af Jean-Marie Le Pen. Partiet blev grundlagt af den neofascistiske gruppe Ordre Nouveau i et forsøg på at samle flere nationalistiske partier og bevægelser i Frankrig. Blandt grundlæggerne var der flere tidligere nazister og medlemmer af Waffen-SS. Partiet var i mange år et marginalt parti, i lighed med andre højreekstremistiske grupperinger i landet, men voksede markant i begyndelsen af 1980'erne.
Ved det franske præsidentvalg i 2002 chokerede Front National og Jean-Marie Le Pen Frankrig ved at slutte på andenpladsen i den første runde af præsidentvalget, hvilket gjorde at Le Pen kom videre til anden runde af præsidentvalget imod den siddende præsident Jacques Chirac. Dette skete hovedsageligt fordi den franske venstrefløj var delt imellem mange kandidater, hvilket resulterede i at Le Pen lige akkurat slog Parti Socialiste-kandidaten Lionel Jospin. Le Pen tabte dog anden runde af præsidentvalget historisk stort, da alle andre partier opfordrede deres støtter til at stemme imod Le Pen. Le Pen fik kun lige under 18% af stemmerne i den anden runde, hvormed Chirac satte fransk rekord for største valgsejr nogensinde.
Jean-Marie Le Pen blev i 2011 tiltalt og dømt for at kalde gaskamrene i Nazisternes KZ-lejre for en detalje, og besættelsen af frankrig for "ikke særlig umenneskelig".
I 2011 blev Jean-Marie Le Pens datter, Marine Le Pen, valgt til at være hans efterfølger som partiformand. Marine Le Pen har siden hendes valg som formand forsøgt at tage partiet væk fra den ekstreme højrefløj, og dermed gøre partiet mere acceptabelt for mainstreamvælgerne. Jean-Marie Le Pen blev givet kaldenavnet "Republikkens djævel" af den franske presse, og Marine Le Pens forsøg på at distancere partiet fra hendes far er derfor blevet kaldet for "afdæmoniseringen" af partiet. Denne afdæmoniseringsproces resulterede i, at flere kontroversielle medlemmer af partiet, herunder hendes egen far, grundlæggeren af partiet, blev smidt ud af Front National i 2015.
Marine Le Pen har været præsidentkandidat ved tre valg siden hendes valg som formand. Første gang var ved præsidentvalget i 2012, hvor hun sluttede på tredjepladsen i den første runde, efter den siddende præsident Nicolas Sarkozy og den senere vinder François Hollande. Marine Le Pen var igen kandidat ved præsidentvalget i 2017, hvor hun kom på andenpladsen i den første runde og dermed gik videre til den anden runde, hvor hun tabte temmelig stort til Emmanuel Macron, da hun kun fik omkring 33 % af stemmerne. Selvom hun tabte temmelig stort, kan Front Nationals udvikling ses på, at hun klarede sig næsten dobbelt så godt som sin far, da han kom videre til den anden runde 15 år tidligere. Marine Le Pen var igen kandidat til præsidentvalget 2022. Her nåede hun atter til anden runde, hvor hun igen var oppe mod Emmanuel Macron og igen tabte, da hun fik 41,5 % af stemmerne mod Macrons 58,5 %.
Ved partikongressen i 2018 foreslog Marine Le Pen at omdøbe partiet fra Front National til Rassemblement National, og dette blev godkendt af partiets medlemmer, da omkring 80 % af partiets medlemmer stemte for det nye navn, som ifølge mange kunne ses som den ultimative del af afdæmoniseringen af partiet.

## Valgresultater
| År   | Partiformand      | Første runde stemmer | %     | Anden runde stemmer | %     | Pladser | +/- |
| ---- | ----------------- | -------------------- | ----- | ------------------- | ----- | ------- | --- |
| 1973 | Jean-Marie Le Pen | 108.616              | 0,5%  | -                   | -     | 0       | -   |
| 1978 | Jean-Marie Le Pen | 82.734               | 0,3%  | -                   | -     | 0       | -   |
| 1981 | Jean-Marie Le Pen | 44.414               | 0,2%  | -                   | -     | 0       | -   |
| 1986 | Jean-Marie Le Pen | 2.703.442            | 9,6%  | -                   | -     | 35      | +35 |
| 1988 | Jean-Marie Le Pen | 2.359.528            | 9,6%  | -                   | -     | 1       | -34 |
| 1993 | Jean-Marie Le Pen | 3.155.702            | 12,7% | 1.168.143           | 5,8%  | 0       | -1  |
| 1997 | Jean-Marie Le Pen | 3.791.063            | 14,9% | 1.435.186           | 5,7%  | 1       | +1  |
| 2002 | Jean-Marie Le Pen | 2.873.390            | 11,1% | 393.205             | 1,9%  | 0       | -1  |
| 2007 | Jean-Marie Le Pen | 1.116.136            | 4,3%  | 17.107              | 0,1%  | 0       | -1  |
| 2012 | Marine Le Pen     | 3.528.373            | 13,6% | 842.684             | 3,7%  | 2       | +2  |
| 2017 | Marine Le Pen     | 2.990.454            | 13,2% | 1.590.858           | 8,8%  | 8       | +6  |
| 2022 | Marine Le Pen     | 4.248.537            | 18,7% | 3.589.269           | 17,3% | 89      | +81 |
| 2024 | Jordan Bardella   | 10.647.914           | 31,2% | 10.109.044          | 37,1% | 142     | +53 |

| År   | Kandidat          | Første runde stemmer | %     | Første runde placering | Anden runde stemmer | %     | Vinder                   |
| ---- | ----------------- | -------------------- | ----- | ---------------------- | ------------------- | ----- | ------------------------ |
| 1973 | Jean-Marie Le Pen | 190.921              | 0,8%  | Syvendeplads           | -                   | -     | Valéry Giscard d'Estaing |
| 1981 | -                 | -                    | -     | -                      | -                   | -     | François Mitterrand      |
| 1988 | Jean-Marie Le Pen | 4.376.742            | 14,4% | Fjerdeplads            | -                   | -     | François Mitterrand      |
| 1995 | Jean-Marie Le Pen | 4.570.838            | 15%   | Fjerdeplads            | -                   | -     | Jacques Chirac           |
| 2002 | Jean-Marie Le Pen | 4.804.713            | 16,9% | Andenplads             | 5.525.032           | 17,8% | Jacques Chirac           |
| 2007 | Jean-Marie Le Pen | 3.834.530            | 10,4% | Fjerdeplads            | -                   | -     | Nicolas Sarkozy          |
| 2012 | Marine Le Pen     | 6.421.426            | 17,9% | Tredjeplads            | -                   | .-    | François Hollande        |
| 2017 | Marine Le Pen     | 7.678.491            | 21,3% | Andenplads             | 10.638.475          | 33,9% | Emmanuel Macron          |

| År   | Spidskandidat     | Stemmer   | %     | Pladser | +/- |
| ---- | ----------------- | --------- | ----- | ------- | --- |
| 1984 | Jean-Marie Le Pen | 2.210.334 | 11%   | 10      | +10 |
| 1989 | Jean-Marie Le Pen | 2.129.668 | 11,7% | 10      | -   |
| 1994 | Jean-Marie Le Pen | 2.050.086 | 10,5% | 11      | +1  |
| 1999 | Jean-Marie Le Pen | 1.005.113 | 5,7%  | 5       | -6  |
| 2004 | Jean-Marie Le Pen | 1,684,792 | 9,8%  | 7       | +2  |
| 2009 | Jean-Marie Le Pen | 1.091.691 | 6,3%  | 3       | -4  |
| 2014 | Marine Le Pen     | 4.712.461 | 24,9% | 24      | +21 |
| 2019 | Jordan Bardella   | 5.286.939 | 23,3% | 23      | -1  |